# 위키백과 관리자

위키피디아 관리자를 특징적으로 표시하는 아이콘

위키백과 관리자(Wikipedia administrator)는 신뢰할 수 있는 위키백과 사용자 중 특정 권한을 부여받은 사용자를 의미한다. 어드민(admin) 또는 시삽(sysops)으로 불리기도 한다.:327 2022년 5월 영어 위키백과에서는 1,042명의 관리자가 있다.
2025년 8월 한국어 위키백과에서는 26명의 관리자들이 있다. 관리자들은 다른 편집자들에 비해 기술적인 특권을 추가적으로 부여받고 있다.

## 역할
관리자 권한을 부여받은 사용자는 해당 업무 수행을 위해 일반 사용자들이 할 수 없는 추가적인 기능에 접근할 수 있다. 문서를 정리하는 잡무부터 시작하여 부적절한 문서를 삭제하거나 페이지를 보호하며, 문제를 일으키는 사용자를 차단한다. 이때 차단은 반드시 위키백과의 규정에 따라서 이루어져야 한다. 권리자의 권한을 편집에서의 이점을 차지하기 위해 남용하는 것은 부적절한 것으로 여겨진다.

## 같이 보기
- 위키백과